# Аеродром Калињинград
Међународна аеродром Калињинград (Храброво), назван по царици Јелисавети Петровној, (IATA:KGD, ICAO:UMKK)је руски међународни аеродром у Калињинграду. Има статус аеродрома федералног значаја.
Аеродром се налази на 18. месту у земљи по промету путника (2,37 милиона путника). Поред цивилног ваздухопловства, користе га и ваздухопловство Савезне службе безбедности Руске Федерације, Министарства за ванредне ситуације Руске Федерације, Савезне царинске службе и Министарства одбране Руске Федерације . Овде је база 398-ме транспортне ескадрила Балтичке флоте руске морнарице (авиони "АН-24", "АН-26"). 31. маја 2019. године аеродром је добио име по царици Елизабети Петровној.

## Положај
Налази се 20 км североисточно од центра Калињинграда у близини села Храброво, Гурјевски округ, Калињинградска област.

## Историја

### Аеродром Повунден
Након Првог светског рата, према Версајском мировном уговору из 1919. године, део територије Западне Прусије, познат као пољски коридор је припојен Пољској. На тај начин, Источна Пруска је претворена у ексклаву Слободне државе Прусије Вајмарске републике. Глобална економска криза која је започела 1929. посебно је погодила Немачку. Након доласка националсоцијалиста 1933. на челу са Адолфом Хитлером, у земљи су започеле реформе усмјерене ка обнови економије. 16. марта 1935. Немачка је одбила да се придржава одредаба Версајског уговора о демилитаризацији и вратила је свој војни суверенитет. Исте године је започела милитаризација немачке економије.
1935. године у Источној Прусији у близини села Повунден,у близини Кенигсберга , изграђен је аеродром Повунден са пистом величине 1400к1200 м,. Током Другог светског рата, од 1943. године, на њему је била стационирана пета ескадрила „ноћних ловаца“ Луфтвафеа.

### Совјетски војни аеродром
27. јануара 1945. током операције у Источној Пруској совјетске трупе заузеле су аеродром Повунден и до краја године почели га користити и у цивилне и у војне сврхе. У јулу 1946. године, и село и аеродром Повунден преименовани су у Храброво, док град Кенигсберг - у Калињинград.
Почетком 1950-их изграђена је бетонска писта дужине 2000 метара.
20. марта 1962. године на аеродрому је слетио први авион Ан-10, отварајући линију Калињинград-Минск-Москва. Децембра 1976, на аеродрому Храброво слетио је први авион Ту-134 А 1. јануара 1977. обавио је први лет на линији Калињинград-Москва.
1979. године на аеродрому је изграђен путнички терминал.
Од јула 1987. године аеродром је почео да прима авионе Ту-154 .

### Постсовјетски период
Од 1992. године успостављају се летови према Хамбургу, Хановеру, Берлину. 1992. године аеродром је добио међународни статус.
- Јули 2004. - Почели су радови на изградњи новог путничког терминала.
- Октобар 2004. - Почетак реконструкције писте, аеродрома, навигационе опреме.
- Август 2007. - пуштање у рад прве фазе новог аеродромског комплекса на аеродрому Храброво, капацитета 3.000.000 путника годишње.
- Децембар 2008. - „Замрзавање“ пројекта обнове аеродрома због економских потешкоћа.

### Реконструкција и припреме заФИФА 2018.
Калињинград је био један од градова-домаћина одржавања Светског купа у фудбалу 2018. и сходно томе требало је приступити реконструкцији аеродрома, како би једана таква манифестација била успешно оджана, поготово имајући у види географски положај града као екскалве. Делимично је срушен и реконструисан улаз на аеродромски терминал, јула 2017. године је пуштен у рад нови терминал. Поред тога, модернизована је аеродромска инфраструктура тако да је ојачана и продужена писта, постављања нова радиотехничка и расветна опрема као и изграђена нова паркинг места за авионе.
Реконструкција путничког терминала и проширење писте званично је завршено 27. априла 2018. године.
31. маја 2019. године аеродром је добио име по царици Јелисавети Петровној.

## Техничке спецификације
Аеродром Храброво, опремљен је једном пистом 06/24 класе Б, дужине 3350 м и ширине 45 м. Могућ је прихват летелица: Боеинг 747, Боеинг 777, Боеинг 737, Ту-204, ИЛ-96, Иак-42, Аирбус А330, Аирбус А350, Аирбус А321, Бомбардиер ЦРЈ, Ембраер Е -195., Сукхои Суперјет 100 и многе друге летелице ниже класе).

## Авио-компаније и дестинације

### Авиокомпаније
Од марта 2019. године следеће авиокомпаније лете са аеродрома Кхраброво: 
- Аерофлот, Rosiјa, S7 Airlines, Utair, Ural Airlines, Победа, Azimuth, Nordwind Airlines, Pegas Fly, UVT Aero, NordStar, Azur Air, SmartAvia, RusLine, Red Wings Airlines, Ижавиа, Северстал
- Белавија
- Onur Airали
- ЛОТ
- Рига
- Uzbekistan Airways
- Вуелинг

### Дестинације (аеродроми)

#### Унутрашњи саобраћај
| - Средишњи федерални округ - Москва – Шереметјево - Москва-Домодедово - Москва–Внуково - Москва-Жуковски - Вороњеж - Калуга - Белгород - Липецк | - Јужни федерални округ - Ростов-на-Дону - Сочи - Краснодар - Волгоград - Северозападни федерални округ - Санкт-Петербург - Череповец - Архангелск - Мурманск | - Уралски федерални округ - Казањ - Тјумењ - Јекатеринбург - Поволшки федерални округ - Нижњи Новгород - Перм |

#### Међународни саобраћај
| - Берлин-Тегел - Варшава - Ташкент - Минск, Брест (сезонски),Гомељ (сезонски), Гродно, Витебск - Анталија (сезонски) - Барселона (сезонски) - Рига (сезонски) - Ираклион (чартер) - Монастир (чартер), Енфида (чартер) |

## Статистика (број путника / годишње)
Погледајте необрађени захтев + реф. на Wikidata.
| Година | Путнички ток |
| ------ | ------------ |
| 2002   | 163 000      |
| 2003   | 115 000      |
| 2004   | 209 000      |
| 2005   | 311 000      |
| 2006   | 731 626      |
| 2007   | 1 204 060    |
| 2008   | 1 924 543    |
| 2009   | 1 357 000    |
| 2010   | 1 023 990    |
| 2011   | 1 229 017    |
| 2012   | 1 188 000    |
| 2013   | 1 314 046    |
| 2014   | 1 460 054    |
| 2015   | 1 542 360    |
| 2016   | 1 570 821    |
| 2017   | 1 780 000    |
| 2018   | 2 149 413    |
| 2019   | 2 369 860    |

## Приступ аеродрому
Аутобуска линија бр. 244е повезује аеродром са Главном аутобуском / железничком станицом у Калининград.

## Несреће и инциденти
- 1. октобра 2008. догодила се авионска несрећа са авионом КД-Авиа Боеинг 737. Авион слетио је на писту без спуштеног стајног трапа. Није било жртава и повређених, авион је задобио оштећења на трупу и моторним погонима,[16]
- 4. јануара 2017. догодио се инцидент са авионом Аерофлота Аирбус А321. Авион се током слетања склизнуо са писте. Лет је био на линији Москва - Калињинград. На броду је било 167 путника и седам чланова посаде. Није било жртава или повређених. Људи су евакуисани кроз надувне рампе. Три особе су се лекарима обратиле за помоћ.[17]